# Ґінтучяй
Ґінтучяй (Gintučiai) — хутір у Литві, Расейняйський район, Пагоюкайське староство. 2001 року на хуторі проживало 2 людей. Розташований неподалік села Пагоюкай, поруч із хутором Ґедгаудішке.

## Принагідно
- Gintučiai [Архівовано 6 липня 2017 у Wayback Machine.]

| Литва | Це незавершена стаття з географії Литви. Ви можете допомогти проєкту, виправивши або дописавши її. |